# Арсенов, Павел Оганезович
Па́вел Огане́зович Арсе́нов (5 января 1936, Тифлис, ЗСФСР, СССР — 12 августа 1999, Москва, Россия) — советский и российский киноактёр, кинорежиссёр и сценарист. Заслуженный деятель искусств Российской Федерации (1996). Наибольшую популярность кинорежиссёру принёс 5-серийный детский телефильм «Гостья из будущего».

## Биография
Родился 5 января 1936 года в Тифлисе. Учился в геологоразведочном институте, окончил режиссёрский факультет ВГИКа (1963 год, мастерская Григория Рошаля).
До учёбы во ВГИКе работал на киностудии «Грузия-фильм», Московской студии научно-популярных фильмов. Снялся в ряде фильмов киностудии «Арменфильм», в частности, в фильме «Голоса нашего квартала» (режиссёр Ю. Ерзинкян).
С 1962 года — режиссёр ЦКДЮФ имени Максима Горького.
Ярким событием стал авангардный, продолжающий стилистику вахтанговской «Принцессы Турандот» фильм «Король-олень».
Наибольшую популярность кинорежиссёру Павлу Арсенову принёс 5-серийный детский телефильм «Гостья из будущего», вышедший на экраны в марте 1985 года. После этого для миллионов советских школьников киноперсонаж Алисы Селезнёвой, созданный Арсеновым и воплощённый на экране 12-летней московской школьницей Наташей Гусевой, стал культовым.
Художественный руководитель студии «Ладья» с момента её образования.
Жил в Москве, на улице Черняховского, дом № 2.
Скончался на 64-м году жизни 12 августа 1999 года в Москве. Похоронен на Щербинском кладбище (Центральная территория, 34 уч., могила на дороге между 34 и 1 уч.).

## Семья
- Первая жена (1963—1969) — Валентина Малявина (1941—2021).
- Вторая жена (с 1976) — Елена Николаевна Арсенова (15 сентября 1956 — 29 мая 2022)[3], которая ему помогала в работе над фильмами[4].
  - Дочь Елизавета Арсенова (1980 г.р.) работает парикмахером и гримёром в московских театрах, в том числе в театре Джигарханяна[5].

## Фильмография

### Актёр
- 1960 — Голоса нашего квартала — Акоп
- 1967 — Треугольник — Мко, самый молодой кузнец, застенчивый и неуклюжий силач
- 1983 — Комета — Павел Оганезович Геворкян, режиссёр
- 1986 — Путь к себе — режиссёр (1-я серия)

### Режиссёр
- 1963 — Подсолнух (к/м)
- 1966 — Лёлька (к/м)
- 1967 — Спасите утопающего
- 1969 — Король-олень
- 1973 — И тогда я сказал — нет…
- 1975 — Вкус халвы
- 1977 — Смятение чувств
- 1978 — Здравствуй, река! (совместно с Юрием Григорьевым и Игорем Ясуловичем)
- 1979 — С любимыми не расставайтесь
- 1984 — Гостья из будущего
- 1987 — Лиловый шар
- 1994 — Волшебник Изумрудного города

### Сценарист
- 1984 — Гостья из будущего